# Даниловская Ферма
Дани́ловская Фе́рма — посёлок в Доволенском районе Новосибирской области России. Входит в состав Красногривенского сельсовета.

## География
Площадь посёлка — 93 гектара.

## Население
| 2002 | 2007 | 2010 |
| ---- | ---- | ---- |
| 312  | ↘289 | ↘225 |

## Инфраструктура
В посёлке по данным на 2007 год функционируют 1 учреждение здравоохранения, 2 образовательных учреждения.